# Makovickyite
La makovickyite è un minerale appartenente al gruppo della benjaminite.